# Gonzaga (Cagayán)
Gonzaga es un municipio filipino de primera categoría perteneciente a  la provincia de Cagayán en la Región Administrativa de Valle del Cagayán, también denominada Región II.

## Geografía
Tiene una extensión superficial de 567.43 km² y según el censo del 2007, contaba con una población de 35.424 habitantes, 36.303  el día primero de mayo de 2010

### Barangayes
Gonzaga se divide administrativamente en 25 barangayes o barrios, 23 de  carácter rural, 2 urbanos.
| - Amunitan - Batangan - Baua - Cabanbanan Norte - Cabanbanan Sur - Cabiraoan - Callao - Calayan - Caroan - Casitan - Flourishing (población) - Ipil - Isca | - Magrafil - Minanga - Rebecca (Nagbabacalan) - Paradise (población) - Pateng - Progressive (población) - San Jose - Santa Clara - Santa Cruz - Santa Maria - Smart (población) - Tapel |